# Eclipse (コンピュータ)

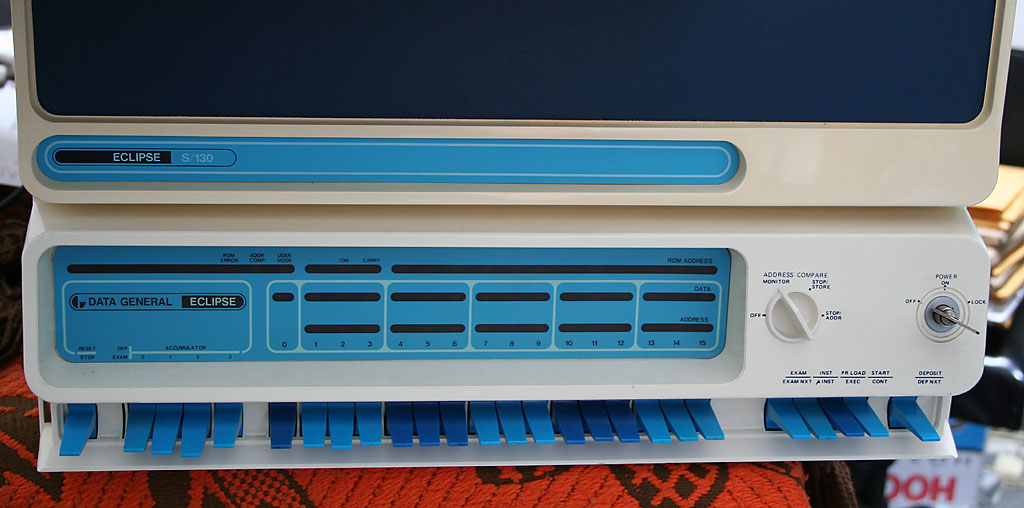
データゼネラル Eclipse S/130 の操作パネル

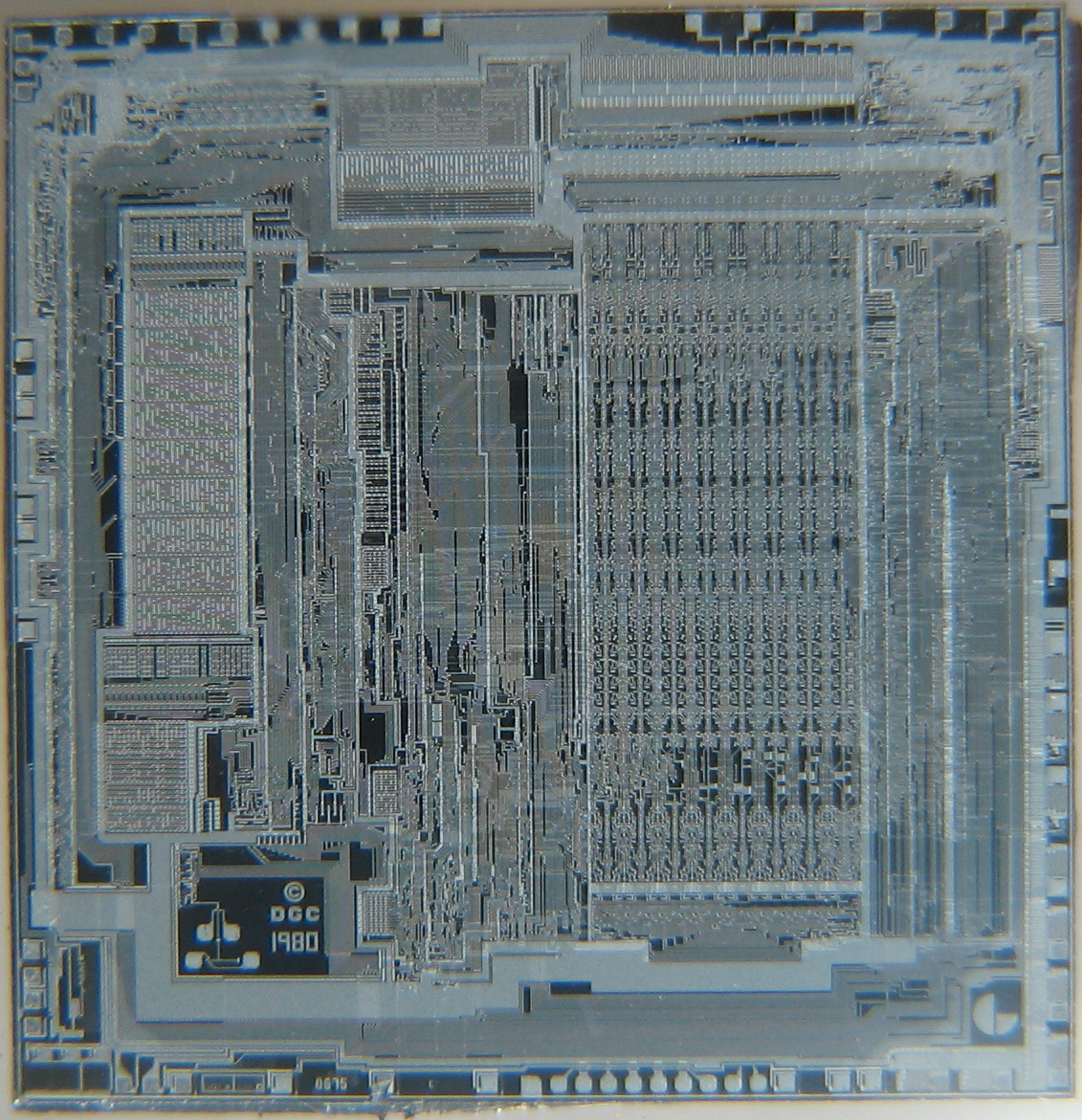
データゼネラル microEclipse マイクロプロセッサ

Eclipse(エクリプス)は、データゼネラル社が1974年にリリースし1988年まで販売された16ビットのミニコンピュータシリーズである。Eclipse は同社の従来のミニコンピュータであるNovaと共通の基本設計がベースとなっているが、仮想記憶とマルチタスクをサポートし、科学技術計算よりもオフィス用途に適していた。そういう意味では、日本ではオフィスコンピュータと呼ばれるべき製品とも言える。また、そのために外観も従来とは異なっていて、床置きの小型冷蔵庫のような形状をしていた。
NovaがPDP-8に対する改善とした場合、Eclipseの目的はさらに大型のPDP-11コンピュータへ競合することであった。しかしながら、Eclipseは単純なレジスタ・アーキテクチャを守り続け、また後の 32ビットのデータゼネラル Eclipse MV/8000 のようにスタックを特定のメモリアドレス上に割り付けた。AOSオペレーティング・システムは完全に洗練されており、ファイル保護のためのアクセス制御リスト(ACL)はPDP-11と比べて先進的だった。32ビットMVの重要な目的の1つは16ビットのアプリケーションを修正なく実行でき、また AOS/VS 32ビット オペレーティング・システムは16ビットのAOSバイナリを確実に実行することだった。(対照的に VAX-11はPDP-11のコードを互換モードで実行することができたが、MV/8000は "モード・ビット" を必要としなかった。)
製造上の問題により、Eclipseは1970年代後半には数々の訴訟の対象となった。データゼネラルの多くの顧客がこの新しいマシンを予約注文したにもかかわらず、納入されることがなかったのである。多くの顧客が一年以上待ち続けた末にデータゼネラルを訴え、他の顧客は単に注文を取り消して他のメーカーに流れた。Eclipse は Nova の後継として、発売の翌年には当時の Nova 3 シリーズを縮小/販売停止していく予定だった。しかし、需要が高いために Nova 4 が発売された。当然ながら、その背景には Eclipse の製造問題がある。
1980年、16ビットの Eclipse シリーズは 32ビットの Eclipse MV/8000 に置き換えられた。1981年、MV/8000 の開発にまつわる話をまとめた『超マシン誕生』Soul of a New Machine (トレイシー・キダー著)が出版され、ピューリッツァー賞を受賞している。

　開発中「イーグル」と呼ばれていた Eclipse MV/8000 は、小規模なプログラマブルロジックデバイスであるPAL (Programmable Array Logic)  を採用したことで生産時期が遅れることとなった(その時間を有効に使い診断プログラムなどの各種ソフトウェアを通常よりも多く準備することができた)。
Eclipse(＝日食)という名称は、データゼネラルの当時の社員の高校生の息子 James Gossel が名づけたと言われている。

## 史実
オリジナルの Cray-1 システムは、保守制御ユニット (MCU) として機能させるためにEclipseを使用していた。2台のAmpex CRT、80MBのAmpexディスクドライブ、サーマルプリンタ、9トラックテープドライブで構成されていた。その主な目的は、起動時に Cray Operating System  (英語版) またはカスタマー・エンジニアリング診断のイメージをダウンロードすることである。起動すると、RDOSステーションソフトウェアを介してステータスと制御コンソールとして機能した。